# دی ولی (کالیفرنیا)
دی ولی (به انگلیسی: Day Valley) یک منطقهٔ مسکونی در ایالات متحده آمریکا است که در شهرستان سانتا کروز، کالیفرنیا واقع شده‌است. دی ولی ۴۸٫۷۱۱ کیلومتر مربع مساحت و ۳٬۴۰۹ نفر جمعیت دارد و ۴۰۱ متر بالاتر از سطح دریا واقع شده‌است.